# Opasnosti od električne struje
Opasnosti od električne struje, kao jednom od oblika energije, proizvod je dejstva elektromagnetskog polja na naelektrisanja, odavno prepoznatog kao ozbiljna opasnost, kojom zbog njene masovne i svakodnevne upotrebe mogu biti izloženi ljudi. Neke od tih opasnosti su strujni udar, opekotine, požari i eksplozije. Samo u 2009. godini, na primer, prema navodima Biroa za statistiku rada u SAD 278 radnika umrlo je od strujnog udara na poslu, što je iznosilo skoro 5% svih smrtnih slučajeva na poslu te godine. Ono što ove statistike čini tragičnijim je to što se većina ovih smrtnih slučajeva lako mogao izbeći.

## Epidemiologija
Ne možemo bez struje, a opet struja može da ubije ili teško povredi ljude i ošteti opremu. Kontakt sa delovima pod naponom će dovesti do strujnog udara i opekotina, a struja iz mreže može da ubije. Ako je oprema neispravna, to može biti izvor paljenja u potencijalno zapaljivoj ili eksplozivnoj atmosferi.
U najvećem broju slučajeva nesreću izazvanu električnom strujom uzrokuju neopreznost i nepažnja.  Tako npr. monteri, navikli da rade u blizini visokog napona postanu vremenom manje oprezni i počinju zanemarivati mere bezbednosti i ne pridržavaju se obaveznih pravila i uputstava.  Naime, manje oprezni monteri vrlo često rade u blizini visokog napona i na uređajima pod naponom, bez preduzimanja odgovarajućih mera zaštite iako je to zabranjeno. Zbog ovoga mnogo takvih i sličnih nesreća širom sveta dogodilo se u postrojenjima visokog napona, na dalekovodima, gradilištima i sl. 
Opasnost kod visokog napona je mnogo veća, nego kod niskog napona, i veliki procenat nezgoda završava se smrću unesrećenog, dok je broj smrtnih slučajeva kod niskog napona ipak mnogo manji, ali ne i za potcjenjivanje, pogotovo na gradilištima na kojima radnici koriste prenosni električni alat i uređaje na mokrim podlogama. Strujni udar je jedan od vodećih uzroka smrtnih slučajeva u građevinskoj industriji, pa su tako npr. samo u Sjedinjenim Američkim Državama 2015. godine prijavljena 134 smrtna slučaja od strujnog udara.
Veliki broj strujnih udara događa se i u radu sa mašinama u fabrikama, ali i tokom primena električnih aparata u domaćinstvima, poljoprivredi. 
Takođe treba naglasiti da je opasnosti od električne struje češće kod upotrebe onih uređaja koji su se napajale preko neodgovarajućih ili neispravnih produžnih kablova. 

## Kategorije opasnosti od električne struje
U suštini, opasnosti od električne energije mogu se kategorisati u tri osnovne vrste;
1. Strujni ili električni udar
Kada električna struja koja uobičajeno „putuje” u zatvorenim krugovima, i normalno se kreće kroz provodnike, ponekad prođe i kroz ljudsko telo, ono greškom postaje deo električnog kola, prouzrokujući električni ili strujni udar. Kada osoba dobije strujni udar, struja teče između delova njegovog tela ili kroz telo u kružnom toku sa zemljom.
Strujni ili električni udar koji se javlja kada telo postane deo električnog kola, može nastati kada neka osoba:
- dođe u kontakt sa oba provodnika u strujnom kolu,
- omogući put struji između neuzemljenog provodnika i zemlje,
- provodni materijal, koji osigurava put struji između zemlje i zemlje.

- Situacije u kojima nastaje strujni udar
- Strujni udar nastao direktnim kontaktom
- Strujni udar nastao indirektnim kontaktom
- Smrt logoraša u logoru nakon direktnog kontakta

2. Električna opekotina
Električna opekotina nastaju direktnim kontaktom sa izvorima električne energije. Ove opekotine karakteriše:
- Tačke na telu na kojima je elektricitet ušao i izašao iz tela,
- Prisustvo nekoliko malih opečenih područja ali sa velika dubinom.
- Pretaća opasnost od zastoja srca, kada kovih opekotina elektricitet na svom putu kroz telo prolazi kroz područje srca.

Broj električnih opekotina je u stalnom porastu sa povećanjem broja izvora električne energije, vezanih za razvoj naučnog i tehnološkog napretka u svetu. Svakako ona povećava udobnost života, ali u isto vreme, stavra veliki rizik za nastanak povreda i opekotina. Na električne opekotine otpada do 8% od svih opekotina. Električna opekotina često je uzrok invalidnosti, a u nekim slučajevima i smrti, što ih svrstava na jedno od prvih mesta po opasnosti. 
3. Efekti eksplozije
Efekti eksplozije koji mogu nastati dejstvom struje uključuju;
- Dejstvo pritiska
- Letenje zapaljivih čestica
- Dejstvo isparenja iz zapaljenih provodnika

## Vrste napona i njihova opasnost
Termini visoki napon i niski napon su relativni pojmovi, kojima se terminološki vrši razgraničenje između, niskog i visokog napona čija je granica 600 volti. Međutim čak i kada se primenjuje niskonaponski strujni krugovi od 120-voltne krugove, pojam niskog napona je zavaranje. Za neke ljude niski napon znači malu opasnost, jer niski napon ne mora nužno značiti mali rizik, zato što je razlika potencijala samo jedan od štetnih faktora ili opasnost od uticaji električne energije. A ta razlika niskog napon može biti — potencijalna razlika od 24 do 600 volti. Imajući ovo u vidu stepen povreda koje prate električni udar zavisi od sledeća tri faktora.
1. Količina struje koja se provodi kroz telo
Količina struje koja se provodi kroz telo zavisi od potencijalne razlike i otpora. Naime između pojedinih tačaka stvorenog električnog polja pri proticanju struje kroz uzemljivač postoji potencijalna razlika odnosno napona koji u nekim slučajevima može da ugrozi čoveka.
2. Puta struje kroz telo
Kroz telo struja ide u pravcu manjeg otpora, tako da pravac prolaska struje kroz telo nije pravolinijski. Struja ide u pravcu vlažnosti površine tela, zato što joj vlažne površine daju manji otpor.
3. Dužina vremena u kome je osoba izložena struji
Što je vreme prolaska električne struje kroz telo duže, manja je podnošljivost organizma.
Efekti niske struje na čoveka telo se kreće od privremenog blagog peckanja do smrti. Prema istraživanjima:
- Struja od 20 mA izaziva bolno grčenje mišića.
- Električna energija  jačine 30mA može se izdržati samo par sekundi, uz grčenje mišića ruke i nemogućnost otpuštanja obuhvaćenog provodnika.
- Struja od 50 mA dovodi do gubitka svesti.
- Struja jačine 100 mA ima smrtonosne posledice.

#### Efekti električne struje u ljudskom telu
Električni udar može povrediti osobu na jedan od sledeća dva načina:
- Teški šok može zaustaviti srce ili mišiće disanja, ili oboje.
- Zagrevanje struje može izazvati ozbiljne opekotine, posebno na mestima gde struja ulazi i napušta telo.

Ostali efekti uključuju ozbiljno krvarenje, poteškoće pri disanju i ventrikularna fibrilacija. Pored toga strujni udar, može sekundarno izazvati povredu, ili neku drugu nesreća kao rezultat odgovora na nastali strujni udar.
| Napon struje               | Reakcije organizma                                                                            |
| -------------------------- | --------------------------------------------------------------------------------------------- |
| Manje od 1 miliampera      | - Načelno bez promena                                                                         |
| 1 miliamper                | - Blaža nesvestica                                                                            |
| 5 miliampera               | - Blagi šok - lakši uznemirujući bol - Jaka nevoljna reakcije može dovesti do drugih povreda. |
| 6—25 miliampera (žene)     | - Bolan šok - Gubitak mišićne kontrole                                                        |
| 6—30 miliampera (muškarci) | - Može biti odbačen ako su mišići ekstenzora stimulisan                                       |
| 50—150 miliampera          | - Ekstremni bol - Respiratorni zastoj, - Jake mišićne kontrakcije. - Smrt je moguća.          |
| 1.000—4.300 miliampera     | - Ritmička akcija srce prestaje. - Mišićne kontrakcije (grčevi) - Oštećenje nerava            |
| 10.000 miliampera          | - Srčani zastoj, - Teške opekotine; - Smrt - verovatno                                        |

## Vrste opasnosti
U opasnosti od povređivanja električnom strujom spadaju:

### Direktan dodir delova električnih uređaja i instalacija pod naponom
Vrste direktnog dodira delova električnih uređaja i instalacija pod naponom su:
1. Direktan dodir dva vodiča pod naponom jednog električnog sistema
1.1. Direktan dodir dva vodiča pod naponom – direktan je spoj dve tačke čovekovog tela (npr ruka — ruka, ruka — obje noge, i sl.) sa:
1.1.1. Dva fazna vodiča električnog sistema.
1.1.2. Jednog faznog vodiča i neutralnog vodiča električnog sistema NN, Un=0,4 kV.
1.2. Direktan dodir dva vodiča pod naponom električnog sistema niskog napona NN, Un=0,4 kV.
1.3. Direktan dodir dva vodiča pod naponom električnog sistema visokog napona VN, Un > 1 kV (10 kV, 20 kV, 35 kV, 110 kV, 220 kV, 400 kV).
2. Direktan dodir jednog vodiča pod naponom jednog električnog sistema
Direktan dodir jednog faznog vodiča pod naponom – je spoj jedne tačke čovekovog tela (npr. ruka, leđa, prsa, i sl.) kad čovek stoji na zemlji, sa
jednim faznim vodičem električnog sistema sa uzemljenom neutralnom tačkom.
2.1. Direktan dodir jednog faznog vodiča pod naponom električnog sistema niskog napona NN, Un=0,4 kV sa uzemljenom neutralnom tačkom
2.2. Direktan dodir jednog faznog vodiča pod naponom električnog sistema visokog napona VN, Un = 10, 20, 35, 110, 220, 400 kV sa uzemljenom neutralnom tačkom.
3. Direktan dodir jednog faznog vodiča pod naponom kod električnog sistema (mreže) sa uzemljenom (izolovanom) tačkom
Kod ovog sistema ili mreže neutralna tačka izvora (energetskog transformatora, generatora) kao ni jedna tačka faznih vodiča nije spojena sa zemljom.

### Indirektan dodir
Indirektan dodir odnosno previsok napon dodira može biti posledica kvara na izolaciji električnih uređaja niskog napona 

## Vrste povreda strujom
Povrede strujom mogu se razvrstati u tri kategorije kao; povrede strujom niskog napona, povrede strujom visokog napona i ostale povrede.

### Povrede strujom niskog napona
Struje niskog napona u čovečijem telu prvenstveno ugrožava nervni sistem i organe krvotoka (pre svega ritam srca), dok su znaci povrede na površini tela relativno mali.
Povrede nervnog sistema
Strujnim udarom izazvan nadražaj nervnog sistema manifestuje se:
- lakšim ili težim poremećajima svesti (od otupelosti do duboke nesvestice),
- grčevima mišića
- oduzetošću disajnog centra i time trenutno zaustavlja disanje.

Smrtni ishod zbog oštećenja nervnog sistema, sa jedne strane dovodi do paralize centra za disanje u mozgu, a sa druga dugotrajni grč disajne muskulature,  onemogućava razmenu gasova u plućima, i pojavu hipoksije. Struja katkada i neposredno prouzrokuje oduzetost disajnog centra i time trenutno zaustavlja disanje.
Kad tok struje niskog napona prestane da deluje na telo, grčevi prestaju a svest se vraća, jer ova struja obično ne oštećuje nervne sistem već ga samo nadražuje.
Povrede cirkulatornog sistema
Električna struja često pogađa organe krvotoka:  krvne sudove i srce. Na krvnim sudovima prouzrokuje grč koji je opšti i prolazan; ali praćen naglim povećavanjem krvnog pritisak, koji direktno ne ugrožava život povređenog. Ali, kad struja pogodi srce, onda je život povređenog u najvećoj opasnosti. Naime, struja niskog napona lako može da prouzrokuje takozvano treperenje (fibrilaciju) srca, kod koje vrlo brzo može doći do srčanog zastoja. Iako srce kuca i dalje, fibrilacija ne dozvoljava pravilno potiskivanje krvi ka organima koji prestaju da rada kad srce stane. Nakon nekoliko minuta (u proseku 4 do 5 min) nastaju tajna oštećenja u mozgu, koja se više ne mogu povratiti i ubrzo zatim sledi smrt.
Povrede kože
Po koži nastaju površinska oštećenja na mestu dodira sa strujom, kojih kod niskog napona često puta nema ili su srazmerno mala. Najkarakterističnije su takozvane „električne belege“: okrugli ili ovalne eflorescencije, bele ili sivo žute boje, veličine sočiva ili nešto veća, malo uzdignuti iznad površine, a sa udubljenjem u sredini. Oštećenja je moguće naći i na mestu ulaska struje u telo ili izlaska iz tela, i to na oba kraja kože, a katkada i tamo gde je struja prešla na obližnju površinu na telu, kao na primer na pregibnoj strani zgrčenog lakta ili kolena, ispod pazuha ili između nogu.

### Povrede strujom visokog napona
Kod povreda strujom visokog napona preovlađuju lokalne promene, dok organi krvotoka i nervni sistem ponekad uopšte nisu oštećeni. Ako se povređeni onesvesti, on se najčešće brzo osvešćuje, dok lokalna oštećenja povređenog strujom visokog napona izaziva šok, koji se može razviti nakon dan ili dva posle povrede. Kod ovog šoka radi se o teškom poremećaju krvotoku i nervnog sistema, a povređeni, uprkos velikim povredama ne oseca bolove i ne shvata svu ozbiljnost sopstvenog stanja.  Osoba u ovom šoku je pri svesti, a njegovo opšte stanje na izgleda je sasvim zadovoljavajuće. Međutim osobi preti smrt ako mu se na vreme ne ukaze stručna pomoć. Često je čak i lekaru teško da prepozna šok od strujnog udara, jer su njegovi znaci nestalni i različiti.  
Opasna su i krvavljenja, koja mogu da nastupe u toku prvih 14 dana, kao i uremija (zbog unutrašnje trovanje raspadnim produktima, koje povređeni bubrezi nisu u stanju da izluče). Takođe posle električnih povreda može da se pojavi oštećenje bubrega, slično kao kod obimnog prignječenja mišica. 
Površinski tragovi struje visokog napona po telu manifestuju se uglavnom u obliku opekotina. Ove opekotine su različitog izgleda ako je dodir tela sa provodnikom bio čvrst, drugačije ako je bio slab ili prolazan, a drugačijeg ako ih je prouzrokovao lučni plamen. Pored toga opekotine mogu nastati i sekundarno, zbog paljenja odeće ili predmeta u neposrednoj blizini povređenog. Opekotine mogu biti svih stepena: od crvenila i otoka, plikova, različito dubokih nekroza sve do ugljenisanosti pojedinog dela ili velikih površina tela. Specifičnost ovih opekotina je i ta što one ispod malih površinskih električnih povreda često kriju neočekivano obimno, trajno oštećenja dubljih delova tkiva, čija se stvarna priroda i obim pokazuju tek nakon više dana ili čak vise nedjelja od strujnog udara.

### Ostale povrede
Pored direktnih povreda električna struja može da izazove i indirektne ili sekundarne povrede zbog:
- Snažnih grčeva muskulature —  koje električna struja može da prouzrokuje pri prolazu kroz čovečije telo. Ti grčevi mogu dovesti do prelome kostiju, iščašenja zglobova, povrede tetiva i mišica.
- Povrede usled pada sa visine — sa električnog stuba ili prilikom drugih fizičke aktivnosti koje prilikom rada izvode elektromonteri (penjanje, spuštanje, vešanje,  teglenje, bušenje, zavrtanje, namotavanje i sl.)
- Mehaničkih povreda — nakon uboda, posekotina, razderotina, nagnječenja i slično, kada nastaju rane sa povredama: kostiju, krvnih sudova, živaca, unutrašnjih organa i slično.
- Povreda izazvanih požarom — kada osobe koje gase požar u malim ili slabo provetrenim prostorijama treba da upotrebljavaju odgovarajuća zaštitna sredstva za zaštitu disajnih organa od štetnih dimova i prašina, kao i drugih otrovnih gasova.
- Trovanja — koja se dešavaju  prilikom rada sa toksičkim materijama kao sto je sumporna kiselina i slično, čije su pare veoma toksične pa njihovo udisanje izaziva nagrizanje disajnih puteva.

## Preporuke
Kako bi se izbegle sve moguće opasnosti od električne struje;
- Svi njeni korisnici moraju biti dobro informisani o bezbednosne merama na radu i merama zaštiti života i imovine korisnika električne energije, isticanjem sigurnosnih upozorenja i plakata na radnom mestu, javnih predavanja, i drugih aktivnosti.
- Na svakoj opremi, uređaju i aparatu moraju biti označene mere upozorenja od strujnog udara, na vidljivom mestu. Ova upozorenja imaju za cilj da podsete korisnike na moguće opasnosti kada upotrebljavaju aparate, opremu i mašine.
- Korisnici električne energije bi trebali biti redovno informisani od strane vlade, nevladinih organizacija, dobavljača električne energije i proizvođača električnih proizvoda o opasnostima korišćenjem televizije, radija, plakata, javnih predavanja i drugih sredstva komunikacije.[8]

## Literatura
- "Study Guide Electrical Safety harzards awareness," Safety improvement project.
- W. Kouwenhoven, "Human Safety and Electric Shock, Electrical Safety practise," Instrument Society of America, November 1968.
- B. 7671:2008, Requrements For electrical installations British Standards institution, 17th Edition ed., British: IET wiring Regulations, 2011.
- OSHA, Electrical Safety Related Work Practices, 29 CFR Part, 1910.

## Spoljašnje veze
Mediji vezani za članak Opasnosti od električne struje na Vikimedijinoj ostavi

|  | Molimo Vas, obratite pažnju na važno upozorenje u vezi sa temama iz oblasti medicine (zdravlja). |